# イービス藻類産業研究所
株式会社イービス藻類産業研究所（イービスそうるいさんぎょうけんきゅうじょ）は、宮城県石巻市に本社を置く、微細藻類を培養・販売する企業。

## 概要
植物プランクトンの一種「ナンノクロロプシス」の培養と販売を行っている。2018年6月に破産したスメーブジャパン株式会社(石巻市、2009年設立)の事業を、イービストレード株式会社(東京都千代田区、水質改善装置販売)が引き継いだものである。スメーブジャパンはイスラエルのシームビオテック社(Seambiotic)からライセンスを受け、ナンノクロロプシスの培養を行っていた。同社が2013年に石巻市の市有地に開設した清崎モデルファームは現在、「イービス藻類産業研究所 石巻研究所」となっている。濾過した海水を使用して7つの培養プールで年間約3t(粉末換算)を培養している。培養したナンノクロロプシスはペースト状にして養殖用稚魚のワムシの餌として主に販売されているほか、粉末化してサプリメントなどにも加工されている。2021年8月には七十七キャピタルなどから出資を受け食品向け事業を本格化させた。食品のみならず、化粧品や医薬品への展開も検討している。
市場開拓のため給食として子供に食べてもらうことを計画し、2023年6月、静岡県袋井市の小中学校や幼稚園に藻の粉末を衣に使用した「黒はんぺんの藻揚げ」約9000食を提供した。11月にも、石巻市内の全小中学校に粉末入りの衣で笹かまぼこを揚げたメニューを提供した。石巻市での給食提供は2024年11月までに計4回実施されている。
2024年には仙台市の阿部蒲鉾店のひょうたん揚げに藻を練り込んだ「杜のひょうたん揚げ」を共同で開発した。2025年3月、株式会社アルガルバイオ(千葉県柏市、藻類培養技術提供業)が経営権を取得した。

## 沿革
- 2018年6月、東京都千代田区で設立。
- 2018年8月、石巻研究所が開所[10]。
- 2019年9月、サプリメントを発売[10]。
- 2021年10月、宮城県石巻市(石巻研究所)に本社移転[10]。
- 2025年3月、アルガルバイオが経営権を取得。

## 製品
2025年現在、水産飼料向けナンノクロロプシスでは国内25%以上のシェアを有する。
- 稚魚用飼料
- 食品・サプリメント添加用粉末
- サプリメント
- プロテイン[14]

### 採用商品
- 石鹸 - PROSPER「＋Nanno」[10]
- 緑茶ハイ - 活魚回転寿司 網元伊豆「ナンノ緑茶ハイ」[15]
- ひょうたん揚げ - 阿部蒲鉾店「杜のひょうたん揚げ」